# Lithocarpus iteaphyllus
Lithocarpus iteaphyllus (Hance) Rehder – gatunek roślin z rodziny bukowatych (Fagaceae Dumort.). Występuje naturalnie w Chinach – w prowincjach Guangdong, Hunan (w południowej części), Jiangxi (na południu) oraz Zhejiang, a także w regionie autonomicznym Kuangsi. 

## Morfologia
PokrójZimozielone drzewo dorastające do 5–10 m wysokości.
LiścieBlaszka liściowa jest nieco skórzasta i ma podłużny lub lancetowaty kształt. Mierzy 8–13 cm długości oraz 2,5–4,5 cm szerokości, jest całobrzega, ma klinową nasadę i spiczasty wierzchołek. Ogonek liściowy jest nagi i ma 5–8 mm długości.
OwoceOrzechy o elipsoidalnym kształcie, dorastają do 10–18 mm długości i 10–14 mm średnicy. Osadzone są pojedynczo w miseczkach w kształcie kubka, które mierzą 5–8 mm długości i 10–14 mm średnicy. Orzechy otulone są w miseczkach do 15–20% ich długości.

## Biologia i ekologia
Rośnie na brzegach cieków. Występuje na wysokości około 500 m n.p.m. Kwitnie od kwietnia do maja, natomiast owoce dojrzewają od lipca do października.